# Sascha Rösler
Sascha Rösler (* 28. Oktober 1977 in Tettnang) ist ein ehemaliger deutscher Fußballspieler.

## Laufbahn

### Jugend
Rösler begann 1982 mit dem Fußballspielen beim TSV Meckenbeuren. Über den eher für Volleyball bekannten VfB Friedrichshafen, für den er ab 1990 spielte, kam er 1992 zum SSV Ulm 1846.

### SSV Ulm 1846
1996 wurde er in den Regionalligakader der Ulmer berufen. In der Spielzeit davor war Rösler bereits sechsmal in der ersten Mannschaft zum Einsatz gekommen. Von 1996 bis 1998 wurde er weitere 54-mal eingesetzt, dabei erzielte er 13 Tore. Im Jahr 1998 stieg er mit dem SSV Ulm in die Zweite Liga auf. Dort erzielte er in 27 Spielen drei Tore und stieg am Ende der Saison erneut auf. In der Bundesligaspielzeit 1999/2000 kam er 26-mal zum Einsatz, spielte aber nur zweimal über die volle Distanz. Ein Torerfolg blieb ihm indes verwehrt in der Saison, die mit dem sofortigen Wiederabstieg des SSV Ulm endete. In der folgenden Zweitligaspielzeit traf Rösler in 29 Spielen zwar achtmal, konnte aber nicht verhindern, dass der SSV ein weiteres Mal abstieg. In den drei Jahren, die er dem Profikader des SSV Ulm angehörte, wurde er außerdem fünfmal im DFB-Pokal eingesetzt; er erzielte dabei ein Tor.

### 1860 München und RW Oberhausen
Nach dem Abstieg des SSV Ulm schloss er sich im Sommer 2001 dem Bundesligisten TSV 1860 München an. Für die Münchener lief er einmal im UI-Cup auf, kam aber in den folgenden Monaten zu keinem Einsatz in der Liga. Anfang November wurde er bis zum Saisonende an den Zweitligisten Rot-Weiß Oberhausen ausgeliehen. Dort spielte Rösler 21-mal und erzielte fünf Tore.

### Greuther Fürth
Im Sommer 2002 wechselte er zur SpVgg Greuther Fürth, die ebenfalls in der 2. Bundesliga spielte. In seiner ersten Saison in Fürth erzielte er in 32 Einsätzen 13 Treffer. Im ersten Spiel der folgenden Spielzeit zog er sich einen Kreuzbandriss zu und musste daraufhin ein halbes Jahr pausieren. Er stand in dieser Saison neunmal auf dem Platz und markierte dabei sieben Treffer. In der Spielzeit 2004/05 spielte er 33-mal und kam neunmal zum Torerfolg. In seinen drei Fürther Jahren spielte Rösler darüber hinaus dreimal im DFB-Pokal und erzielte ein Tor.

### Alemannia Aachen
Zur Saison 2005/06 wechselte Rösler zum Ligakonkurrenten Alemannia Aachen. Dort kam er 32-mal zum Einsatz und machte acht Tore. Am Ende der Saison stieg er zum zweiten Mal in seiner Karriere in die 1. Bundesliga auf. Auch in der Bundesligasaison 2006/07, an deren Ende der Wiederabstieg stand, war er Stammspieler. Für die Alemannia schoss er in 30 Erstligaspielen fünf Tore. Dazu bestritt er in den beiden Jahren für Aachen fünf Pokalpartien und erzielte zwei Tore.

### Borussia Mönchengladbach

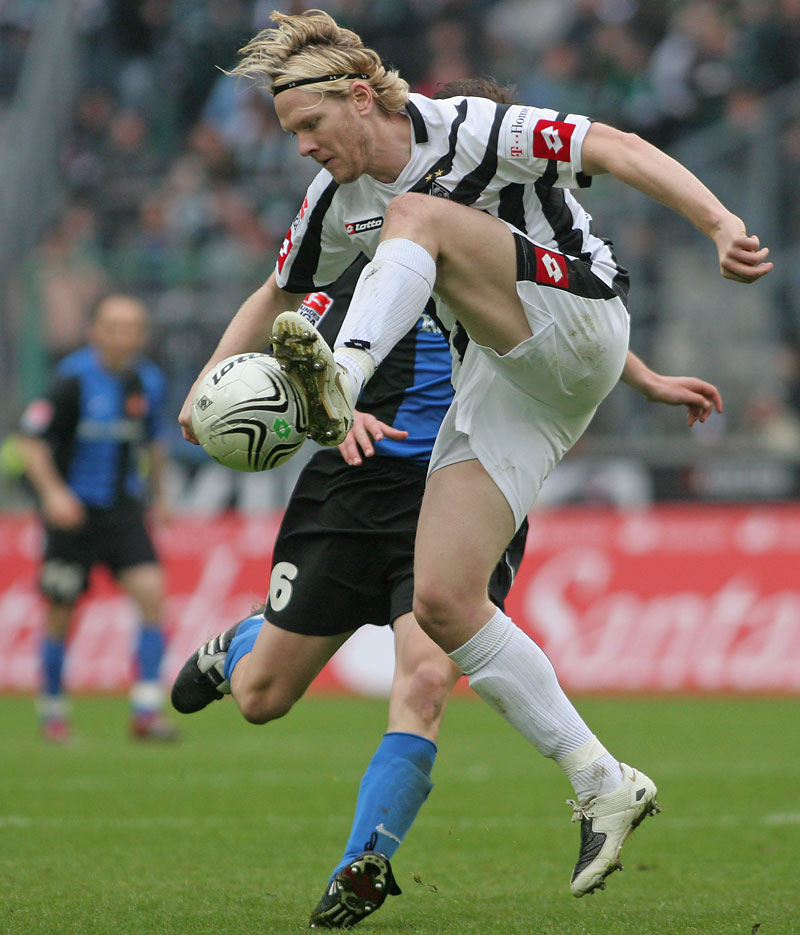
Rösler im Dress von M’gladbach (2008)

Im Sommer 2007 wechselte Rösler zu Borussia Mönchengladbach, die gerade in die 2. Bundesliga abgestiegen war. In der Spielzeit 2007/08 war er Leistungsträger und zudem zweiter Kapitän hinter Oliver Neuville. Er kam in zwei Pokalpartien und 30 Ligaspielen zum Einsatz und machte in der 2. Bundesliga neun Tore. Am Ende der Saison stieg er zum dritten Mal in die Bundesliga auf. In der Saison 2008/09 verlor er jedoch seinen Stammplatz. Am Saisonbeginn bestritt er vier Bundesligapartien und schoss in zwei DFB-Pokalspielen zwei Tore, im Oktober 2008 kam er zu einem Einsatz in der Reservemannschaft in der Regionalliga West. Anfang November wurde er von Trainer Hans Meyer aus dem Profikader gestrichen.

### Rückkehr zum TSV 1860 München
Zur Rückrunde der Spielzeit 2008/09 kehrte er zu 1860 München zurück. In diesen eineinhalb Jahren bestritt Rösler 38 Ligaspiele, in denen er fünf Tore erzielte, und vier Pokalspiele für den TSV 1860. Im Sommer 2010 wurde der auslaufende Vertrag nicht verlängert.

### Vereinslos zu Fortuna Düsseldorf
Nachdem Röslers Versuche, bei einem Verein im Rheinland einen Vertrag für die Saison 2010/11 zu erhalten, gescheitert waren, hielt er sich unter anderem beim niederländischen Klub Willem II Tilburg fit. Nach neun Tagen Probetraining beim Zweitligisten Fortuna Düsseldorf unterschrieb er schließlich am 7. Oktober 2010 einen Vertrag bis zum Saisonende. Am vorletzten Spieltag wurde der Vertrag um ein Jahr verlängert. Am 1. Spieltag der Saison 2011/12 erzielte Rösler in der Partie gegen den VfL Bochum ein Fallrückzieher-Tor, das in der Sportschau zum „Tor des Monats Juli 2011“ gewählt wurde. Im weiteren Saisonverlauf, der die Fortuna auf Aufstiegsplätzen sah, galt Rösler, der in zehn aufeinanderfolgenden Heimspielen mindestens ein Tor erzielte, als „Symbolfigur des Höhenfluges“. Als Krönung der Saison, die Düsseldorf auf dem dritten Platz beendete, stieg Rösler mit der Fortuna nach erfolgreicher Relegation gegen Hertha BSC zum vierten Mal in seiner Karriere in die Bundesliga auf.
Am 5. Mai 2012 hatte sein Berater bekanntgegeben, dass Rösler seine Karriere nach der Zweitligasaison 2011/12 beenden würde. Er wolle sich im Jugendbereich des Vereins engagieren.

### Rückkehr zu Alemannia Aachen
Rösler hingegen spielte in der Saison 2012/13 erneut für Alemannia Aachen. Der Verein war zum Saisonende in die 3. Liga abgestiegen. Rösler, der einen Anschlussvertrag beim Aufsteiger Fortuna Düsseldorf hatte unterschreiben wollen, setzte seine Karriere in Aachen fort, wo er diese allerdings nach nur sieben Spielen aufgrund eines Kreuzbandrisses vorzeitig beendete.

### Nach der Profikarriere
Seit Oktober 2015 ist Rösler Teammanager bei Fortuna Düsseldorf.

### Nationalmannschaft
Zwischen 1997 und 1999 kam Rösler achtmal für die U-21-Nationalmannschaft zum Einsatz und erzielte zwei Tore. Ferner spielte er am 30. April 2003 einmal in der Perspektivmannschaft des DFB, dem Team 2006, beim 0:0-Unentschieden in Ankara gegen die „A 2-Auswahl“ der Türkei.

## Erfolge und Auszeichnungen

### Erfolge
- Aufstieg in die 2. Fußball-Bundesliga (1): 1998 mit dem SSV Ulm 1846
- Aufstieg in die Fußball-Bundesliga (4): 1999 mit dem SSV Ulm, 2006 mit Alemannia Aachen, 2008 mit Borussia Mönchengladbach, 2012 mit Fortuna Düsseldorf
- Meister der 2. Fußball-Bundesliga (1): 2008 mit Borussia Mönchengladbach
- WFV-Pokal (2): 1995, 1997 mit dem SSV Ulm
- Deutsche Amateurmeisterschaft (1): 1996 mit dem SSV Ulm

### Auszeichnungen
- Tor des Monats, Juli 2011[12]
- Tor des Jahres 2011, 2. Platz

## Bemerkenswertes
Rösler war im Spielerrat der Spielergewerkschaft Vereinigung der Vertragsfußballspieler (VdV).